# شعيب فويلق القنينة

## الموقع

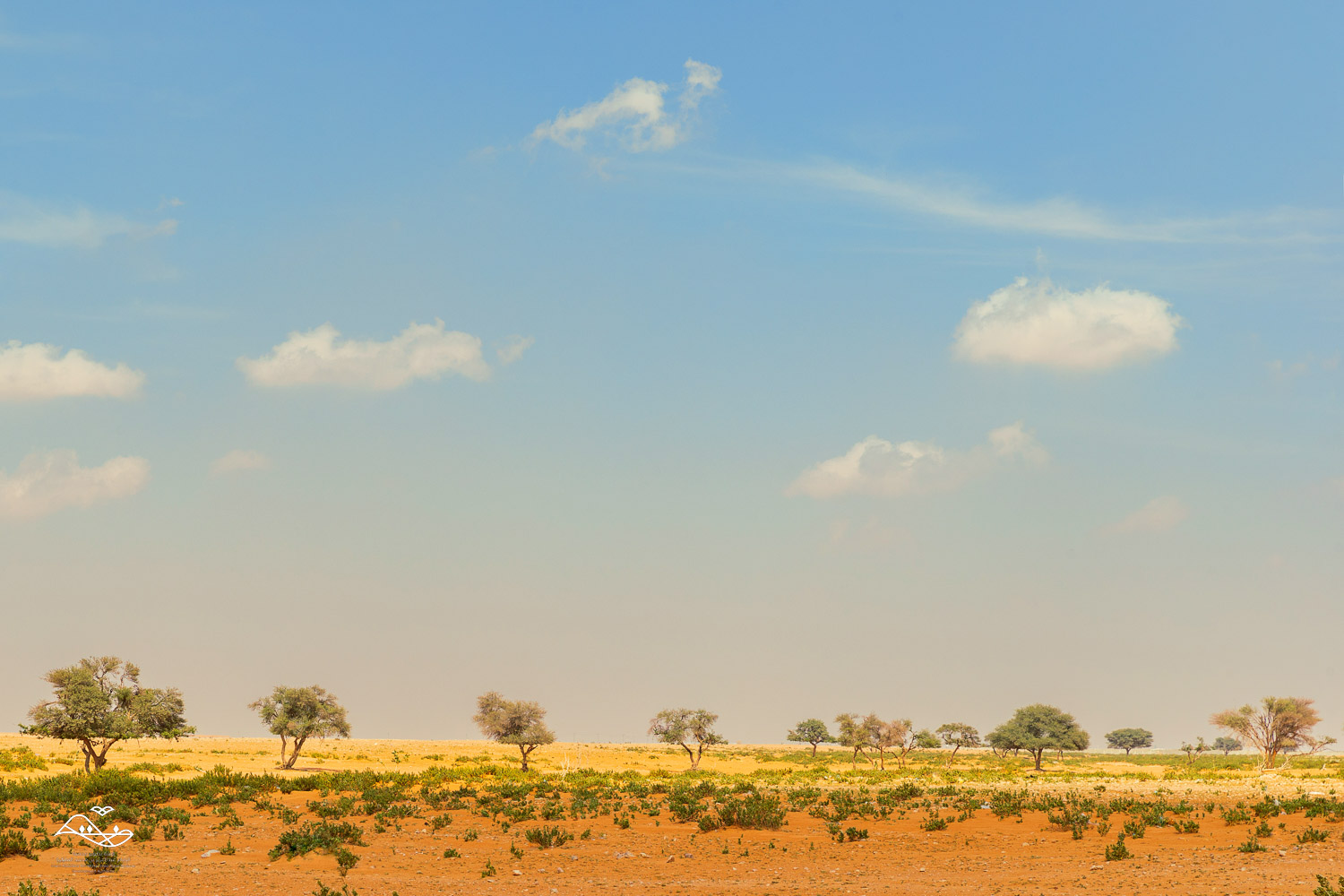

يقع شعيب فويلق القنينة ضمن حدود محمية الإمام عبد العزيز بن محمد الملكية، ومن الناحية الإدارية تشكل اراضي حوضه جزء من محافظة رماح في المملكة العربية السعودية. ويصرف شعيب فويلق القنينة جزء هضبة القنينة لمنطقة جغرافية تمتد تقريبا من الغرب إلى الشرق، وقد ورد في معجم اليمامة أن القنينة في العرمة عبارة عن ربوة مرتفعة وفسيحة تقع إلى الجنوب من وادي الطوقي وإلى الشمال من وادي الثمامة، ويحدها من الغرب أرض مرتفعة تسمى الطراق، ويحدها من الشرق صياهد رماح، ويستقر سيل هضبة القنينة فيها، وذلك في عدة منخفضات منها فيضة أم قصير وفيضة أم حجول وفيضة آل شامر. وربما تعود تسمية الشعيب إلى أنه يفلق هضبة القنية إلى قسمين أحدهما يكون إلى الشمال من الشعيب والجزء الآخر من الهضبة يقع إلى الجنوب من الشعيب. وتبدأ منابع شعيب فويلق القنينة عند خط طول 46.891354 درجة شرقا ودائرة عرض 25.440066 درجة شمالاً ، حتى يصب في أرض منخفضة إلى الغرب من صياهد رماح، وذلك عند خط طول 47.126251  درجة شرقا ودائرة عرض 25.492920 درجة شمالا.

## شعيب فويلق القنينة
يقع شعيب فويلق القنينة ضمن حدود محمية الإمام عبد العزيز بن محمد الملكية، ومن الناحية الإدارية تشكل اراضي حوضه جزء من محافظة رماح في المملكة العربية السعودية. ويصرف شعيب فويلق القنينة جزء هضبة القنينة لمنطقة جغرافية تمتد تقريبا من الغرب إلى الشرق، وقد ورد في معجم اليمامة أن القنينة في العرمة عبارة عن ربوة مرتفعة وفسيحة تقع إلى الجنوب من وادي الطوقي وإلى الشمال من وادي الثمامة، ويحدها من الغرب أرض مرتفعة تسمى الطراق، ويحدها من الشرق صياهد رماح، ويستقر سيل هضبة القنينة فيها، وذلك في عدة منخفضات منها فيضة أم قصير وفيضة أم حجول وفيضة آل شامر. وربما تعود تسمية الشعيب إلى أنه يفلق هضبة القنية إلى قسمين أحدهما يكون إلى الشمال من الشعيب والجزء الآخر من الهضبة يقع إلى الجنوب من الشعيب. وتبدأ منابع شعيب فويلق القنينة عند خط طول 46.891354 درجة شرقا ودائرة عرض 25.440066 درجة شمالا، وذلك من أرض مرتفعة نسبيا تسمى الطراق وتمر فيها خطوط تقسيم المياه لأحواض التصريف المتجاورة، وتقع إلى الشرق من فيضة القرعا بمسافة تقارب 2كم. وبشكل عام يتجه المجرى الرئيسي لشعيب فويلق القنينة من الغرب نحو الشرق، حتى يصب في أرض منخفضة إلى الغرب من صياهد رماح، وذلك عند خط طول 47.126251  درجة شرقا ودائرة عرض 25.492920 درجة شمالا. ويبلغ طول مجراه الرئيسي من منبعه إلى مصبه حوالي 26كم. ويظهر من صور قوقل ماب أن مجراه الرئيسي شبه مستقيم، وأن حوضه يتكون من أرض قليلة التضرس، وأن وروافده قليلة وقصيرة ما عدا أجزائه العليا التي توجد فيها تلال وتكثر فيها الروافد، وأن ْمجاري المياه في حوضه تلتقي بزوايا حادة معطية بذلك نمطا شجريا. ويتضح من صور قوقل ماب أيضا أن المنخفض الذي يصب في شعيب فويلق القنينة يستخدم كمكب ومحرقة للنفايات، ولكن يتبين من صورة الاستشعار عن بعد التاريخية في قوقل ايرث المصورة في شهر ديسمبر من عام 2011م أن مصبه كان خال من النفايات، وكان يخرج من المنخفض مجرى قليل الانحدار يتجه إلى الشمال الشرقي لتتدفق فيه مياه السيول إذا امتلأ المنخفض نحو صياهد رماح. ويتبين من الصور أنه يوجد في الأجزاء السفلى من مجراه الرئيسي أشجار قليلة ومتباعدة.